# Pietrele Roșii
Pietrele Roșii alcătuiesc o arie protejată de interes național ce corespunde categoriei a IV-a IUCN (rezervație naturală de tip geologic și botanic), situată în județul Harghita, pe teritoriul administrativ al  comunei Tulgheș. Rezervația naturală a fost declarată arie protejată prin Legea Nr.5 din 6 martie 2000 (privind aprobarea Planului de amenajare a teritoriului național - Secțiunea a III-a - zone protejate), publicată în Monitorul Oficial al României, Nr.152 din 12 aprilie 2000 și se întinde pe o suprafață de 14 hectare.

## Date geografice și geomorfologice
Este situată la altitudinea de 1215 m, pe muntele Piatra Comarnicului, un mic masiv calcaros cu înălțime maximă de 1519 m, aflat la nord-est de Tulgheș ce reprezintă extremitatea sud-vestică a Munților Bistriței .
Rezervația naturală Pietrele Roșii reprezintă o zonă cu pădure și poieni, în aria căreia se află o stâncă consituită din calcare hippuritice. Pe o latură prezintă povârniș format din sfărâmătură de calcar. Vârful oferă o frumoasă priveliște a împrejurimilor și este un punct de reper.
Drumul spre rezervație trece pe lângă un izvor de apă minerală feruginoasă, carbogazoasă, hipotonă. 

## Importanța științifică
Rezervația prin speciile endemice prezintă o importanță fitogeografică. În cadrul rezervației se întâlnesc următoarele etaje fitoclimatice :
- etajul montan de molidișuri pure
- etajul montan de amestecuri
- etajul deluros de cvercete și șleauri de deal [5]

Floră

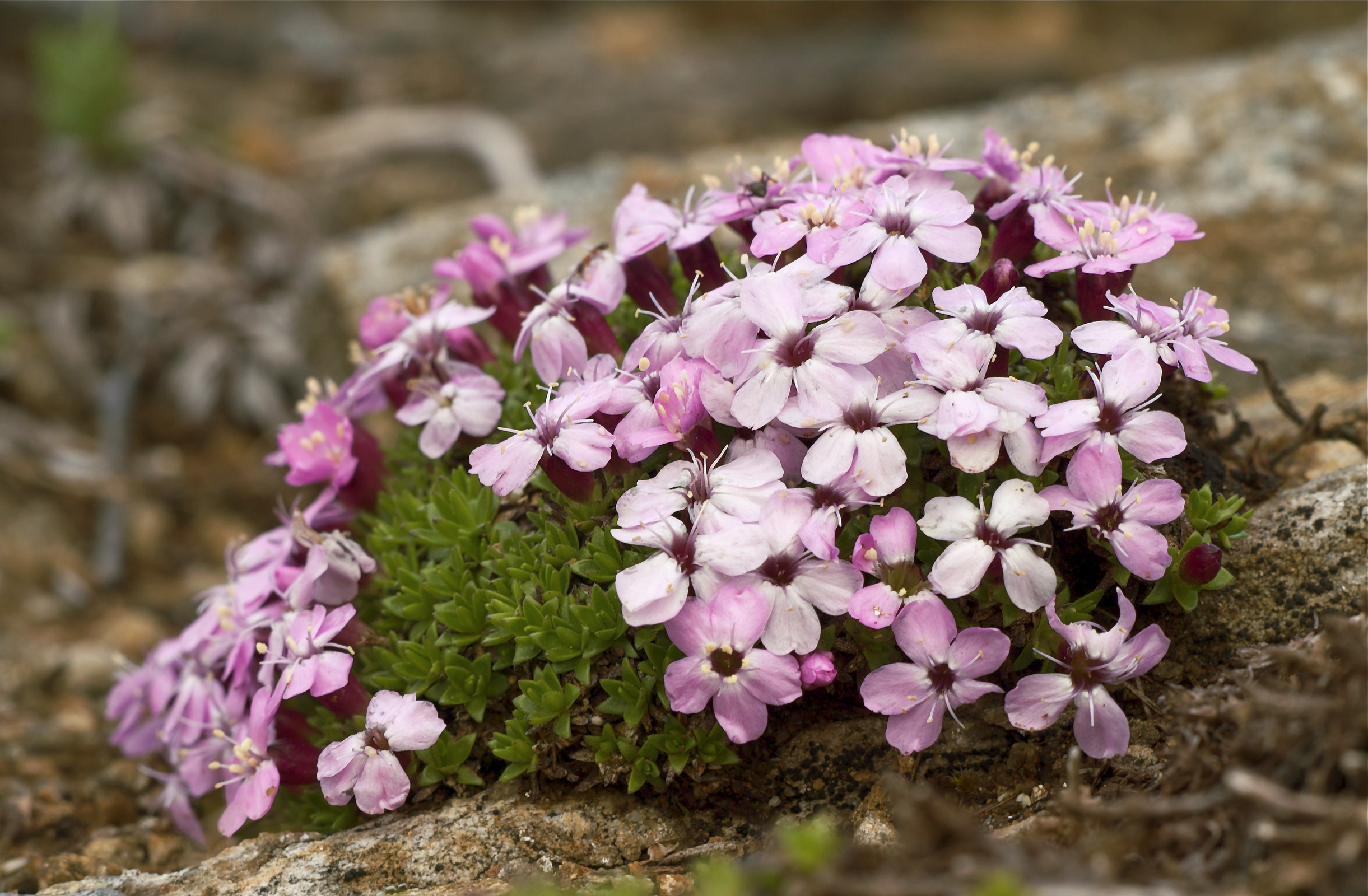
Iarbă roşioară (Silene acaulis)

La nivelul ierburilor vegetează câteva specii floristice protejate (la nivel european) prin Directiva 92/43/CE (anexa I-a) din 21 mai 1992 (privind conservarea habitatelor naturale și a speciilor de faună și floră sălbatică) sau endemice pentru această zonă.
Aici supraviețuiește o specie de astragalus (Astragalus roemeri), al cărui areal este foarte restrâns în România. Dintre elementele floristice importante se pot aminti și: nemțișor (Delphinium simonkaianum), vulturica de stâncă (Hieracium pillosum), firuță (Poa pratensis), iarbă roșioară (Silene acaulis), specii rare în flora Carpaților Orientali, precum și făgete și molidișuri pure în etajul alpin.
Faună
Printre speciile faunistice se află mai multe mamifere, păsări și reptile; dintre care unele enumerate în anexa I-a a  aceeași Directive a Consiliului European 92/43/CE; sau aflate pe lista roșie a IUCN; astfel:
- mamifere: cerb comun (Cervus elaphus), urs brun (Ursus arctos)[7], mistreț (Sus scofa), căprior (Capreolus capreolus), lup cenușiu (Canis lupus)[8], vulpea (Vulpes vulpes), capra neagră (Rupicapra rupicapra) și pisica sălbatică (Felis silvestris)[9];
- păsări: cocoșul de munte (Tetrao urogallus)[10] și ierunca (Tetrastes bonasia);
- reptile: vipera din specia Vipera berus, șopârle din speciile Lacerta agilis și  Lacerta vivipera. [11]